# زمین‌لرزه ۱۹۷۳ وراکروز
زمین‌لرزه وراکروز  در تاریخ ۲۸ اوت ۱۹۷۳ میلادی، برابر با ‎۶ شهریور ۱۳۵۲، ساعت ۹:۵۰:۴۰ به زمان یوتی‌سی در مکزیک ، منطقه وراکروز رخ داد. ژرفای این زلزله ۸۰٫۵ کیلومتر بود، و بزرگی آن ۷٫۲ در مقیاس ریشتر اعلام شده‌است. زمین‌لرزه به وقت محلی در روز سه‌شنبه، ساعت ۳ روی داده و منطقه زمانی آن یوتی‌سی -۶ بوده‌است (با لحاظ تغییر ساعت تابستانی).
سازمان زمین‌شناسی آمریکا نیز رومرکز این زمین‌لرزه را در مختصات ۱۸°۱۶′۰۱″شمالی ۹۶°۳۵′۵۳″غربی / ۱۸٫۲۶۷°شمالی ۹۶٫۵۹۸°غربی و ژرفای آن را در ۸۴ کیلومتر گزارش کرده‌است. بزرگی برگزیدهٔ این سازمان از میان بزرگیهای محاسبه‌شدهٔ مختلف ۷٫۲ در مقیاس ریشتر بوده و از دید اثر، در میان چهار دسته‌بندی «نامحسوس»، «محسوس»، «زیان‌آور» یا «با تلفات»، زلزله را «با تلفات» اعلام کرده‌است.
شمار کشتگان زلزله حدود ۶۰۰ نفر بوده‌است.